# Ludolf Zaháňský

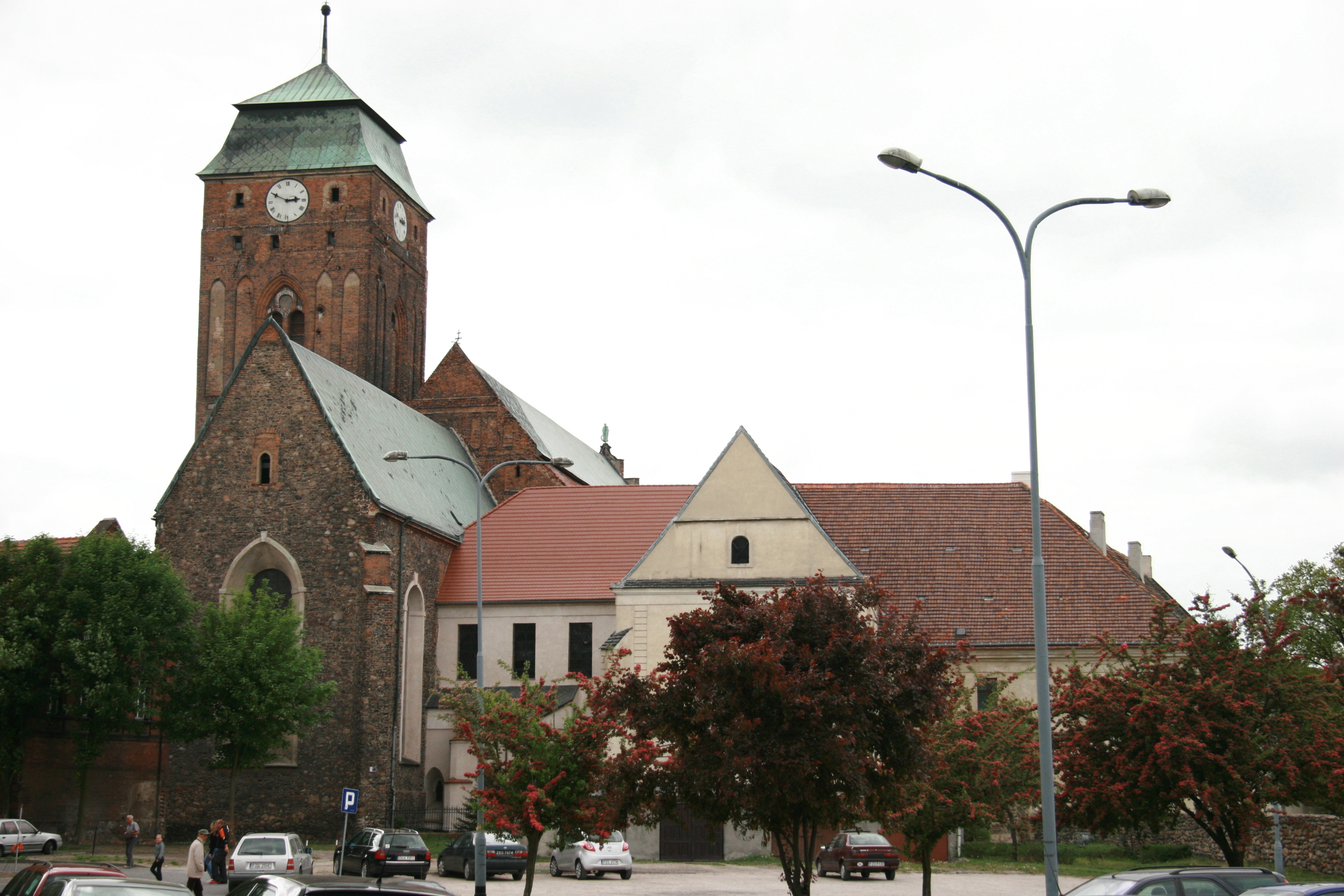
Komplex bývalého augustiniánského kláštera v Zaháni.

Ludolf Zaháňský (? - 22. srpna 1422) byl opatem augustiniánského kláštera ve slezské Zaháni, pocházel ze Saska.

## Život a názory
Na počátku 70. let 14. století studoval na pražské univerzitě. Roku 1409 se účastnil koncilu v Pise.
Už jako stařec od roku 1420 až do své smrti psal podání o papežském schismatu, v jehož závěrečné části přešel do popisu bouřlivých událostí v Čechách doby husitské, které ho nesmírně rozčilovaly. Měl styky s klášterem augustiniánů v Roudnici nad Labem, právě od řeholníků z něj vypuzených nejspíše převážně čerpal informace ke svému spisu. Za viníka všeho neštěstí v Čechách považoval krále Václava IV. Ačkoli obhajoval krále Zikmunda proti nařčením Čáslavského sněmu, v žádném případě nebyl jeho obdivovatelem. Zikmundovi nedůvěřoval, zdálo se mu, že český klérus nechává napospas husitům a proti českému kacířství nezakročuje s dostatečnou rázností. Podezíral Zikmunda, že jakožto rodilý Čech, "miluje nezřízeně svůj národ, [... a] že je ve skrytém spolku se sounárodovci svými". Husitské běsnění vysvětluje tím, že se zaslepeně domnívají, že se jako jediní drží pravé víry.

## Dílo
- Tractatus de longaevo schismate (Traktát o dlouhém schismatu) – dějiny velkého papežského schismatu
- Catalogus abbatum Saganensium
- Soliloquium scismatis